# H-13 蘇族偵察直昇機
H-13 蘇族偵察直昇機（英語：H-13 Sioux)是貝爾直升機公司研製的單引擎輕型直升機。威士特蘭則取得英國的代工權。其命名保持美軍以美洲原住民命名的傳統，源於蘇族。

## 發展
1947年，美國陸軍航空兵團訂購貝爾47A並命名為YR-13(其中三架YR-13A為冬季版本)。美國陸軍於1948年重新訂購貝爾47，並正式給予H-13為其代號。
美國海軍在1947年至1958年間採購了幾架貝爾47，命名為HTL-1。美國海岸警衛隊也採購了兩架 HTL-1用於多功能支援。美國海軍貝爾47型命名為HTL-4。美國海岸警衛隊又於1952年採購了三架HTL-5，並一直使用到1960年。美國海岸警衛隊採購了兩架貝爾47G，並於1959年將它們命名為 HUL-1G。
H-13是美國陸軍在朝鮮戰爭期間使用的主要直升機之一。在戰爭期間，它被用於偵察和醫療運輸。它在越南戰爭初期也被用作偵查直升機，並在1966年被OH-6A 卡尤斯人直升機取代。

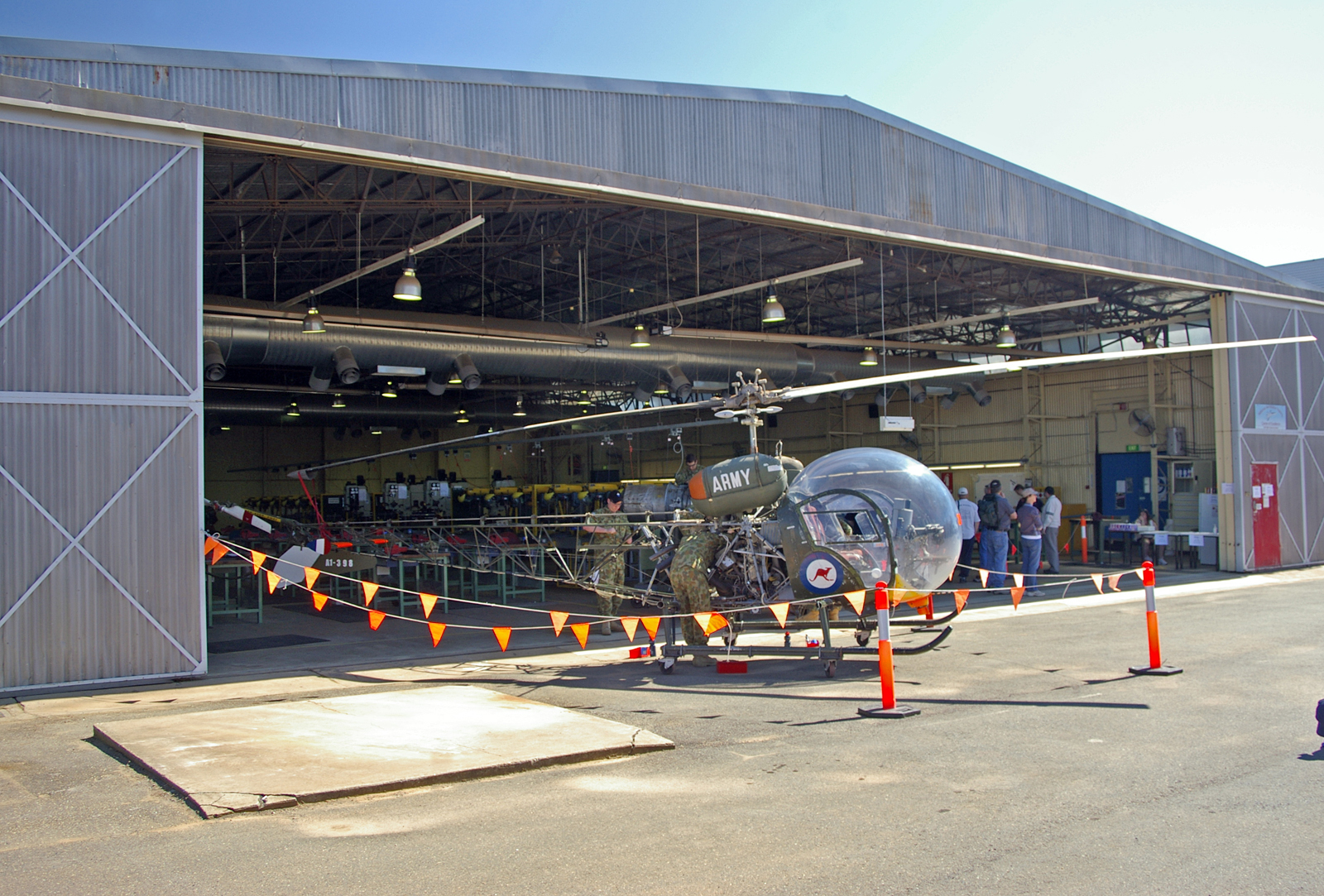
曾經用做訓練的澳洲空軍的H-13

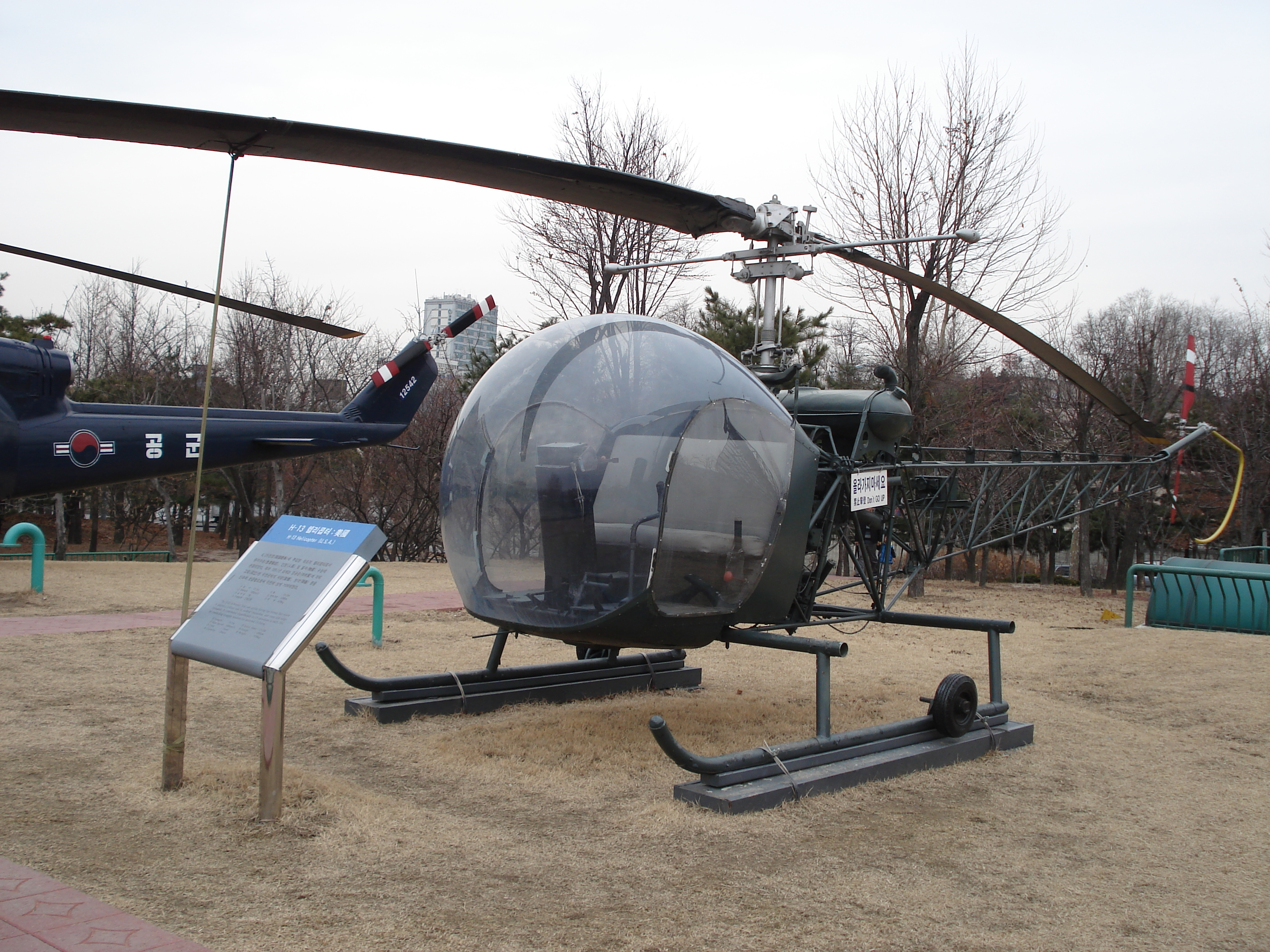
展示在南韓紀念公園的H-13

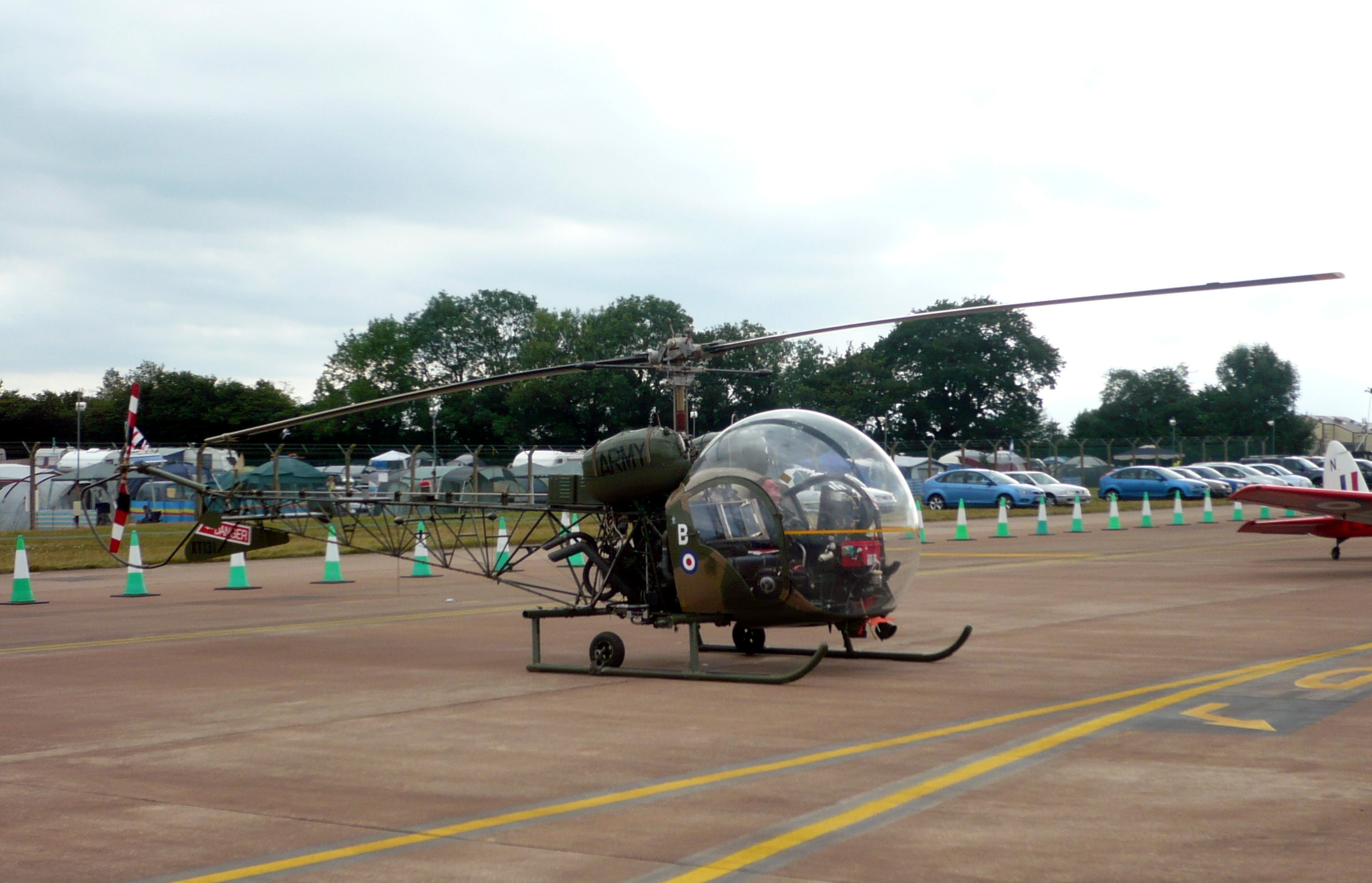
英國皇家空軍的H-13

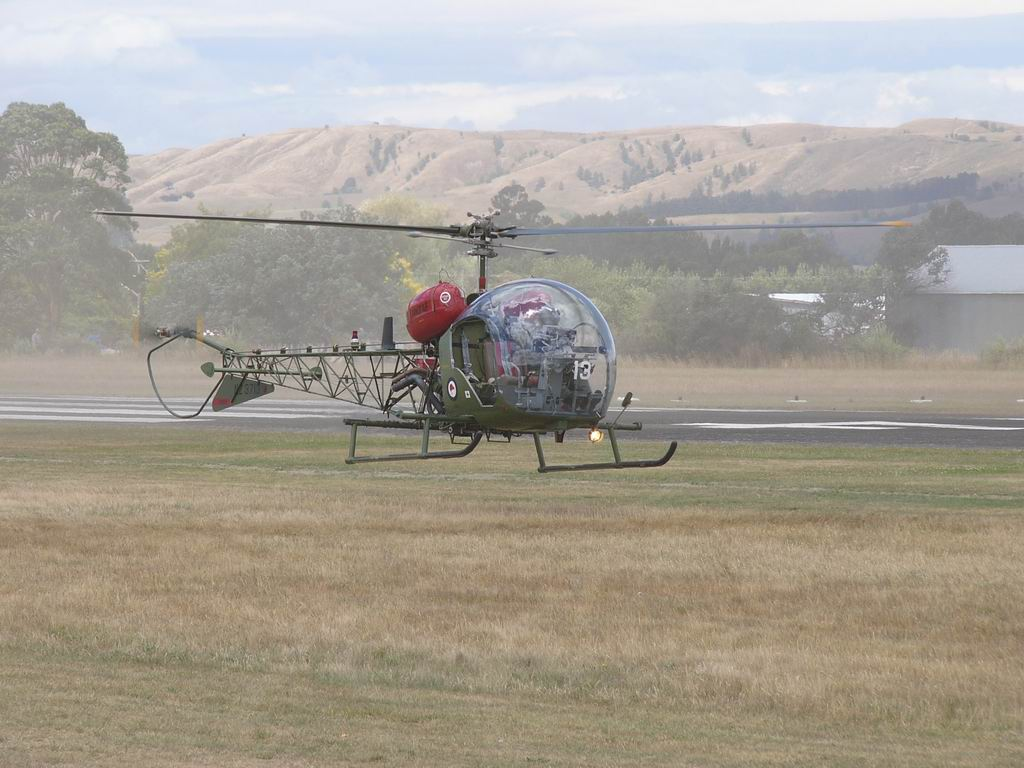
一架RNZAF的H-13

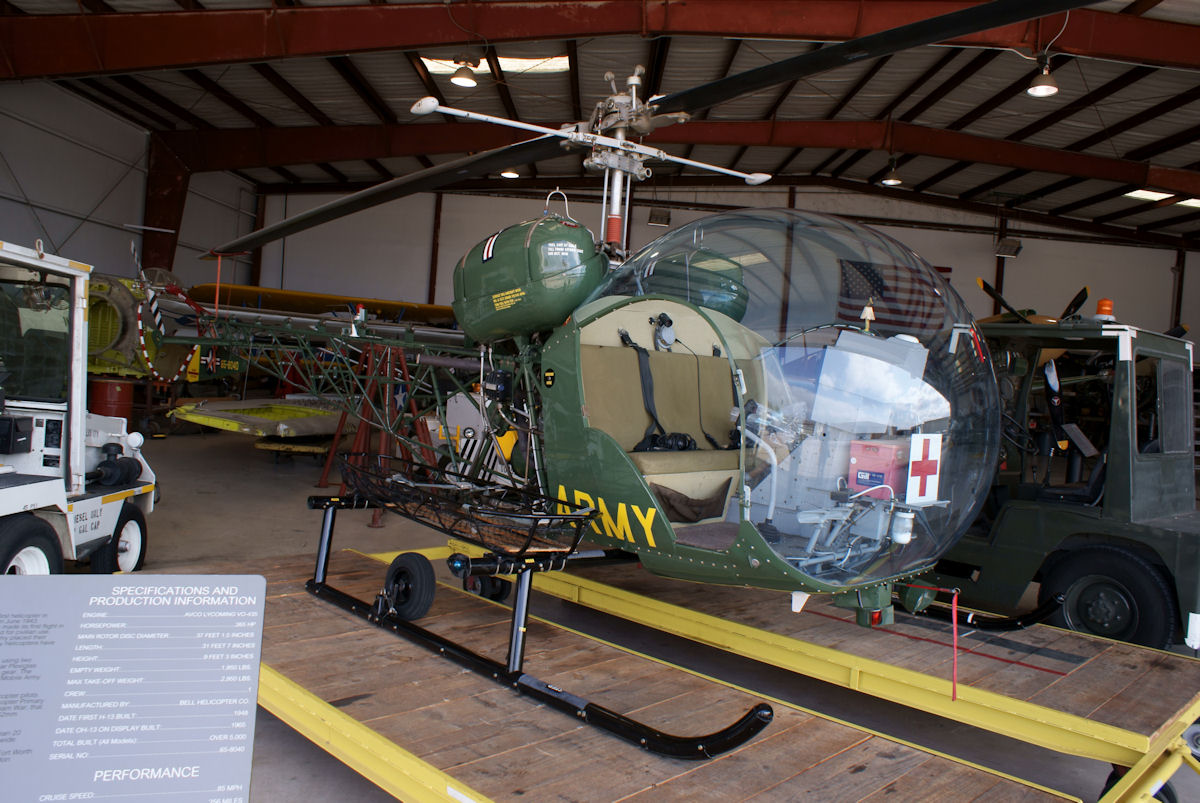
展示在卡瓦諾飛行博物館的H-13

## 型號
- YR-13

美國陸軍航空兵團採購的28架。其中10架送到美國海軍並命名為HTL-1，兩架HTL-1後來被轉移到美國海岸警衛隊。
- YR-13A

3架YR-13的冬季版本，並在阿拉斯加進行寒冷天氣測試。
- HTL-2

美國海軍購買的47D型，共12架。
- HTL-3

美國海軍購買的47E型，共9架。
- H-13B

948 年美國陸軍訂購的65架飛機，全部命名為蘇族(Sioux)。
- YH-13C

測試機，配備防滑起落架和裸露式尾梁，共1架。
- H-13C

H-13B配備外部擔架和YH-13C的滑行起落架和裸露式尾梁，共16架。
- H-13D

陸軍購買的兩座版本47D-1，配備滑行起落架、擔架，共建造87架。
- OH-13E

H-13D的三座位和雙駕駛版本，共490架。
- XH-13F/Bell 201

裝備Continental XT51-T-3的貝爾47G第一架裝備渦輪發動機的貝爾直升機。
- OH-13G

陸軍採購三人座版本的47-G。在尾樑上裝備一個小型升降機，共265架。
- OH-13H/UH-13H

基於47G-2的版本。美國陸軍至少採購453架。UH-13H是美國空軍的代號。
- UH-13J

美國空軍採購的兩架貝爾 47J-1遊騎兵，用於載運美國總統及貴賓。最初命名為H-13J。
- OH-13K

兩架改裝測試機，配備更大動力的Franklin 6VS-335發動機。
- TH-13L

最初命名為海軍HTL-4。
- HTL-5

裝配Franklin O-335-5發動機。
- TH-13M

配備小型可移動升降機。最初海軍命名為HTL-6。
- HH-13Q

最初是HUL-1G，它被美國海岸警衛隊用於搜索和救援。
- UH-13R

由Allison YT63-A-3 渦輪軸發動機提供動力。美國海軍最初編號HUL-1M。
- OH-13S

以47G-3B為基礎的三座觀察直升，用以替代OH-13H。美國陸軍共265架。
- TH-13T

基於47G-3B-1的陸軍教練直升機，共411架。
- Sioux AH.1

英國陸軍版本，英國皇家海軍陸戰隊第3突擊旅也有使用。50架由阿古斯塔製造和250架由威士特蘭製造。
- Sioux HT.2

英國空軍的教練直升機，由威士特蘭製造，共製造15架。
- Texas Helicopter M74 Wasp
- OH-13E單座版的農業用直升機
- Texas Helicopter M74A

OH-13E單座版的農業用直升機
- Texas Helicopter M79S Wasp II

配備串聯座椅和短翼油箱版本。
- Texas Helicopter M79T Jet Wasp II

改造成農業用途的47G。

## 服役國家
| - 阿根廷 - 奥地利 - 巴西 - 加拿大 - 智利 - 古巴 - 哥伦比亚 - 法國 - 德国 - 希腊 - 冰島 - 印度 - 印度尼西亞 - 義大利 - 日本 - 牙买加 - 马来西亚 | - 馬爾他 - 墨西哥 - 挪威 - 新西兰 - 巴基斯坦 - 秘魯 - 菲律賓 - 塞内加尔 - 越南共和国 - 也门民主人民共和国 - 西班牙 - 中華民國 - 斯里蘭卡 - 泰國 - 土耳其 - 英国 - 美国 - 乌拉圭 - 尚比亞 - 委內瑞拉 |

## 外部連結
（页面存档备份，存于）